# Visana
Visana, con sede a Berna, è un gruppo assicurativo svizzero specializzato nell’assicurazione malattie e contro gli infortuni. Il gruppo aziendale conta circa 827 000 clienti privati e 14 000 aziende, istituzioni e associazioni assicurate. Nel 2019, con i suoi 1 300 collaboratori impiegati in circa 100 sedi, il Gruppo Visana ha realizzato un volume dei premi di 3,3 miliardi di franchi svizzeri e ha registrato ricavi pari a 196,4 milioni di franchi (anno precedente: 69,8 milioni).

## Raggio d’attività territoriale
Il Gruppo Visana fa parte delle maggiori compagnie di assicurazioni malattie e infortuni in Svizzera. Offre l’assicurazione obbligatoria delle cure medico-sanitarie secondo la Legge sull’assicurazione malattie (LAMal), le assicurazioni complementari e di cose secondo la Legge sul contratto d’assicurazione (LCA) e le assicurazioni contro gli infortuni secondo la Legge sull’assicurazione contro gli infortuni (LAINF).
L’azienda assicura clienti privati (singoli e famiglie) e clienti aziendali (imprese, istituzioni pubbliche e associazioni). A questi ultimi offre le assicurazioni contro la perdita di salario e contro gli infortuni, oltre a molti altri prodotti. Inoltre, fanno parte del portafoglio anche le assicurazioni di mobilia domestica, di stabili, di responsabilità civile privata e di protezione giuridica.
Il Gruppo Visana comprende otto società. Visana SA, sana24 SA, vivacare SA e Galenos SA gestiscono l’assicurazione obbligatoria delle cure medico-sanitarie e sono sottoposte alla vigilanza dell’Ufficio federale della sanità pubblica (UFSP). Visana Assicurazioni SA gestisce le assicurazioni complementari e contro gli infortuni ed è sottoposta alla vigilanza dell’Autorità federale di vigilanza sui mercati finanziari (FINMA).
Visana Services SA è la società di servizi del gruppo, tramite la quale vengono assunti tutti i collaboratori. La fondazione Visana Plus possiede il 100% del capitale azionario di Visana Partecipazioni SA e sostiene progetti nell’ambito della promozione e prevenzione della salute.

## Storia
L’azienda nasce nel 1996, con l’entrata in vigore della nuova Legge federale sull’assicurazione malattie, dalla fusione di tre casse malati: KKB (fondata nel 1870), Grütli (fondata nel 1872) ed Evidenzia (fondata nel 1990).
Nel 1998, la società destò scalpore dopo aver ritirato l’assicurazione di base in otto Cantoni. Il Dipartimento federale dell’interno reagì annunciando di voler impedire in futuro che l’esempio di Visana di ritirare l’assicurazione di base in singoli Cantoni venisse seguito da altri assicuratori. Il 1º gennaio 2009 Visana riprese la sua attività di assicuratore di base in tutti i Cantoni e da allora è attiva su tutto il territorio nazionale.
Nel 2006 Visana ha fondato due società affiliate indipendenti, sana24 e vivacare. Nel settembre 2013 le tre casse Visana, sana24 e vivacare si sono riunite sotto al marchio ombrello Visana. Nel 2018 è avvenuta l’acquisizione dell’assicuratore zurighese Galenos.